# Kabye

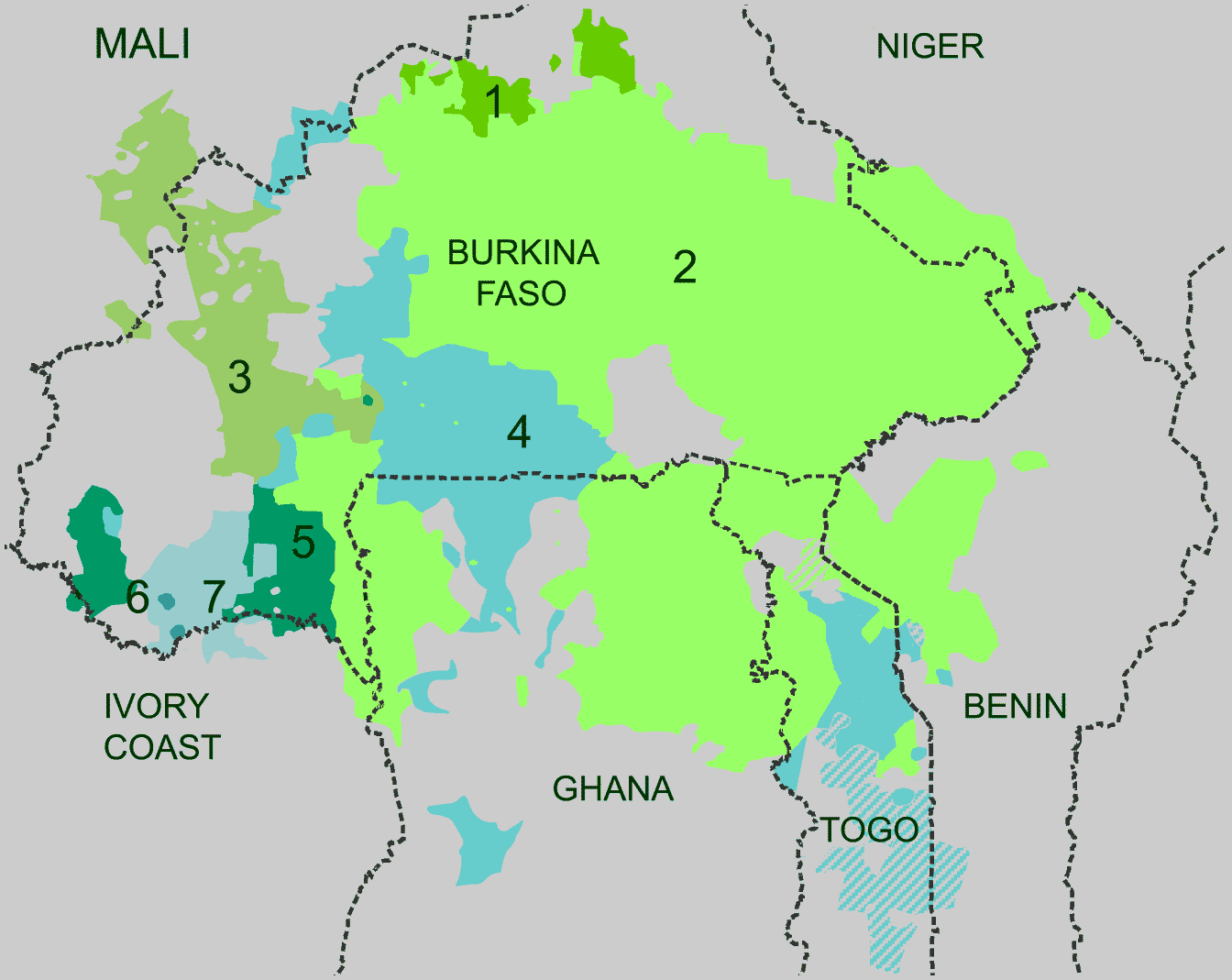
Lenguas gur. Las lenguas gurunsi están representadas con un 4.

Los Kabye son un grupo étnico originario de Togo, dónde junto con la etnia Ewé suponen la mayoría de la población. La lengua Kabye pertenece a las lenguas gur un grupo de lenguas gurunsi, dentro del grupo de las lenguas nigerocongolesas. Es la etnia a la que pertenece el antiguo Presidente de Togo Gnassingbé Eyadéma. Los mayoría de los Kabye mantienen las religiones animistas ancestrales propias de esta región, la principal de las cuales es el vudú. Existen minorías cristianas, principalmente católicas, y musulmanas.
También existe una pequeña minoría de habitantes de la etnia Kabye al norte de Benín, donde se les conoce como Lokpa o Lukpa. 